# Cases del carrer Major, 128-132 (Montblanc)
Carrer Major, 128-132 és una obra del municipi de Montblanc (Conca de Barberà) protegida com a bé cultural d'interès local.

## Descripció
Es tracta d'un casal important d'època moderna dividit en dos habitatges cap al segle xviii. El casal està compost per dues plantes, sent la segona una incorporació d'època posterior. Paret feta amb carreus de pedra amb un encintat entre ells. Els finestrals del pis principal de les habitacions són d'estil gòtic tardà. Un d'ells geminat amb dos arcs ogivals lobulats, metres que l'altra, també geminada, té nervadures i dentellons. La finestra es troba decorada amb dos relleus esculpits de dos caps. El portal és adovellat de punt rodó.